# Инам
Инам — нефтегазовое месторождение в Азербайджане. Расположено в 200 км к югу от Баку. Открыто в мае 2008 году. Структура Инам была открыта в 1953 году. Глубина моря на месторождение колеблется от 250 до 350 метров.
Нефтегазоносность связана с отложениям мелового возраста. Начальные запасы нефти — 100 млн тонн, а газа — 100 млрд м3. Залежи на глубине 3,8-4,3 км.
Оператором месторождение является нефтяная компания BP (25 %). Другие участники: ГНКАР (50 %), Korea National Oil Corporation (20 %) и Shell (5 %).